# لوران تیرار
لوران تیرار (فرانسوی: Laurent Tirard‎) (زادهٔ ۱۸ فوریهٔ ۱۹۶۷ – درگذشتهٔ ۵ سپتامبر ۲۰۲۴) کارگردان فیلم و فیلم‌نامه‌نویس اهل فرانسه بود. وی از سال ۱۹۹۹ میلادی تا پایان عمر مشغول فعالیت بوده‌است.
از فیلم‌ها یا مجموعه‌های تلویزیونی که وی در آن‌ها نقش داشته‌است، می‌توان به کَـمِـلوت، بازگشت قهرمان،  مهیای عشق، استریکس و اوبلیکس: خدا حافظ خاک بریتانیا، نیکولا کوچولو و مولیر اشاره کرد.